# Bão Danas (2019)
Bão Danas, còn gọi là bão Falcon ở Philippines, là 1 cơn bão nhiệt đới thứ hai trong tháng 7 năm 2019. 

## Cấp bão
Cấp bão (Việt Nam): Cấp 8 - Bão NĐ (ngừng phát tin cảnh báo vào ngày 18/07/2019).
Cấp bão (Nhật Bản): 45kt - Bão NĐ, áp suất 985 hPa.
Cấp bão (Hoa Kỳ): 45kt - Bão NĐ.
Cấp bão (Philippines): Bão NĐ.
Cấp bão (Hàn Quốc): 24 m/s (86 km/h) - Bão NĐ.
Cấp bão (Đài Loan-Trung Quốc): 45kt - Bão NĐ.
Cấp bão (Bắc Kinh-Trung Quốc): 23 m/s (45kt) - Bão NĐ.
Cấp bão (Hồng Kông-Trung Quốc): 85 km/h - Bão NĐ.

## Lịch sử khí tượng

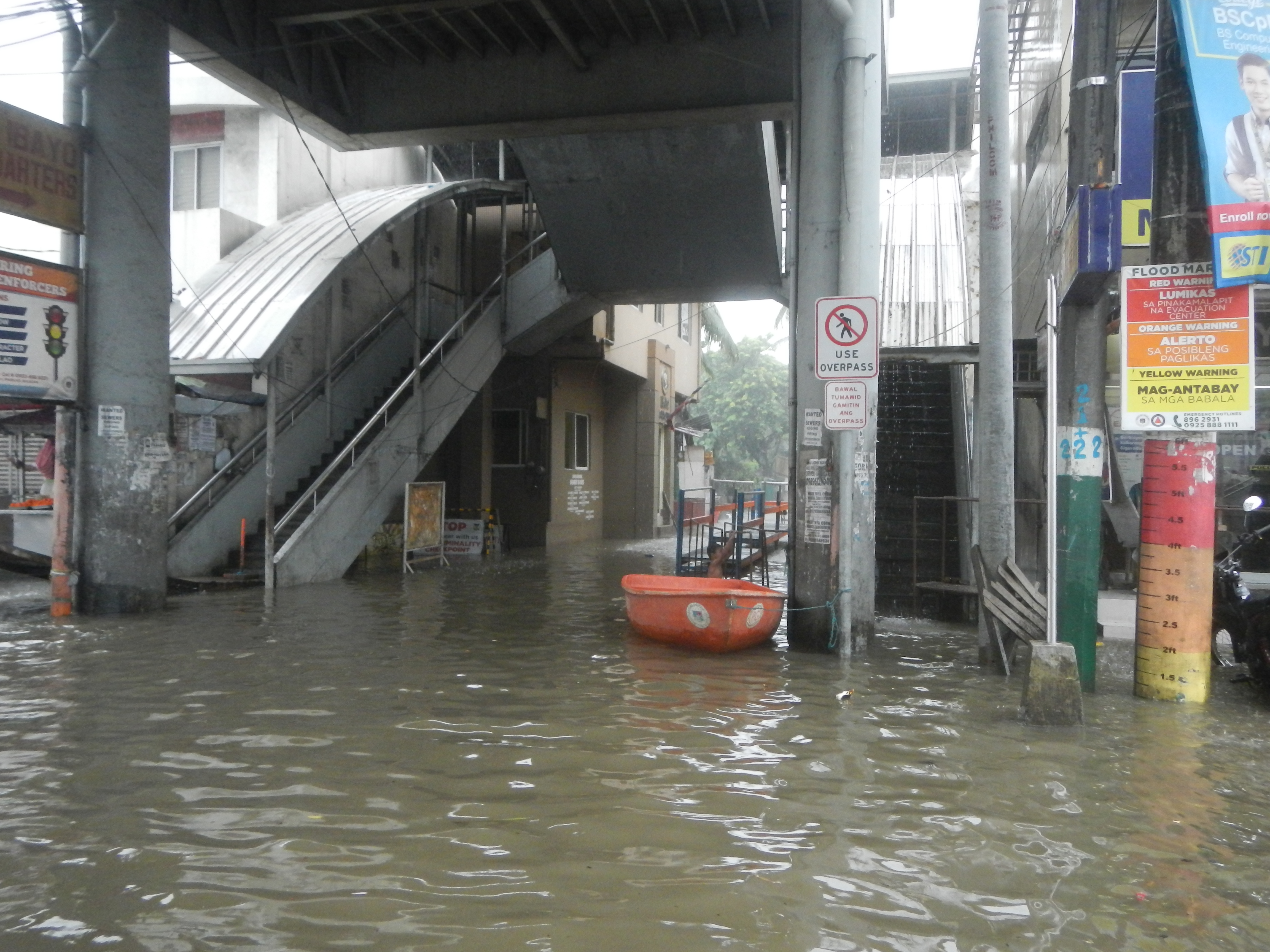
Hậu quả của bão Danas và ATNĐ Goring (ngập lụt)

Vào ngày 12 tháng 7, một vùng áp thấp hình thành gần Quần đảo Mariana. Trong vài ngày tiếp theo, hệ thống từ từ trôi về phía tây và từ từ phát triển. Sáng sớm ngày 14 tháng 7, vùng áp thấp mạnh lên thành áp thấp nhiệt đới ở phía tây nam quần đảo Mariana. Cuối ngày hôm đó, áp thấp nhiệt đới di chuyển vào khu vực theo dõi của Philippines và PAGASA đã đặt cho hệ thống này cái tên Falcon. Sau đó, nó tiếp tục phát triển trong khi tiếp cận Luzon. Vào ngày 16 tháng 7, áp thấp nhiệt đới mạnh lên thành một cơn bão nhiệt đới và JMA đặt tên cho nó là Danas. Ngay sau đó, vào lúc 12:00 UTC ngày hôm đó, JTWC đã nâng cấp Danas thành một cơn bão nhiệt đới. Vào lúc 12:30 sáng ngày 17 tháng 7 (PST), PAGASA báo cáo rằng Danas (Falcon) đã đi qua Gattaran, Cagayan và vòng qua khu đất. Tuy nhiên, trung tâm lưu thông của Danas vẫn ở ngoài khơi Luzon, JMA và JTWC đều tuyên bố rằng Danas hoàn toàn không đổ bộ. Hướng gió theo hướng đông bắc đã thay thế phần lớn sự đối lưu của Danas ở phía tây, và một vùng áp thấp đã hình thành ở phía tây Luzon. Điều này dẫn đến sự hình thành một khu vực áp thấp khác ở phía tây Philippines. Mức thấp này sau đó phát triển thành áp thấp nhiệt đới Gore. Ngày 19 tháng 7, JMA báo cáo rằng Danas đã đạt cường độ cực đại với sức gió 85 km/h (50 dặm/giờ). Cuối ngày hôm đó, Danas bắt đầu suy yếu. Vào ngày 20 tháng 7, khoảng 13:00 UTC, Danas đã đổ bộ vào tỉnh Bắc Jeolla, Hàn Quốc như một cơn bão nhiệt đới với cường độ tối thiểu trước khi suy yếu thành áp thấp nhiệt đới ngay sau đó. Vào lúc 12:45 UTC ngày 21 tháng 7, Danas đã chuyển sang một vùng thấp ngoài nhiệt đới ở Biển Nhật Bản và JMA đã đưa ra cảnh báo cuối cùng về cơn bão.

## Những thiệt hại
Tại Philippines, 4 người đã thiệt mạng sau khi Danas gây ra mưa lớn lũ lụt ở quốc gia này. Thiệt hại của cơn bão là ₱7,93 tỉ ($141 nghìn).